# Sedum glassii
Sedum glassii är en fetbladsväxtart som beskrevs av Perez-calix. Sedum glassii ingår i Fetknoppssläktet som ingår i familjen fetbladsväxter. Inga underarter finns listade i Catalogue of Life.